# Trégor

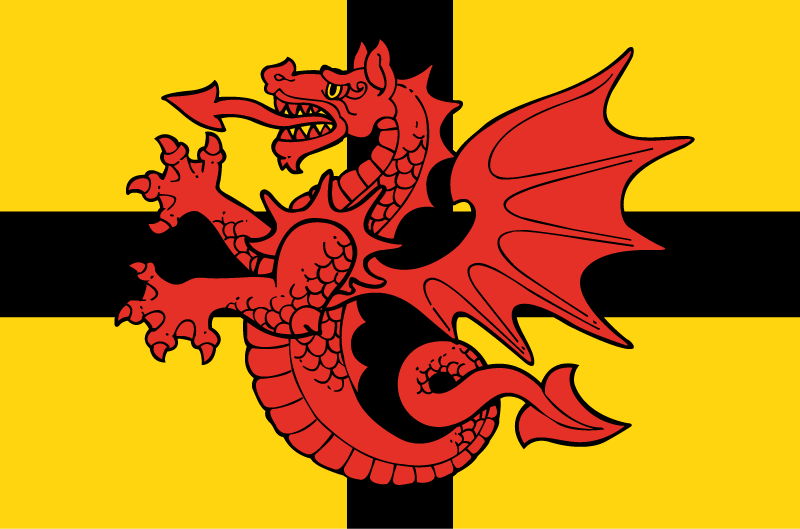
La bandiera del Trégor

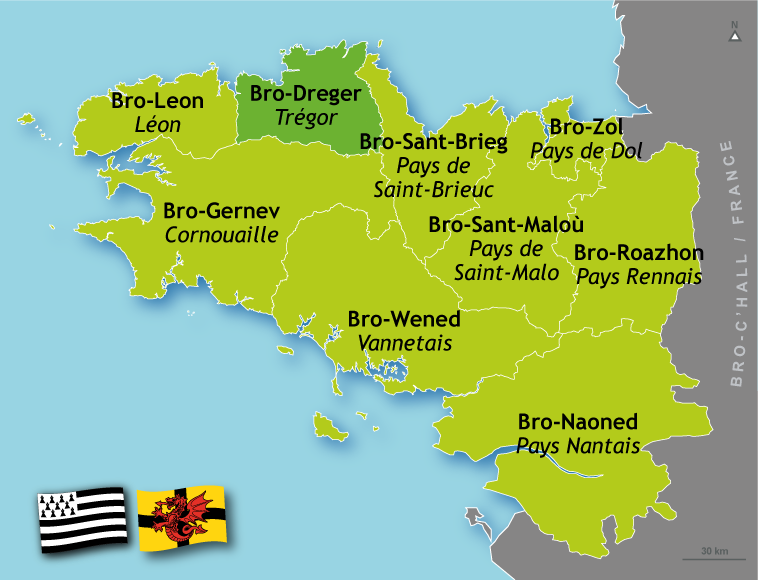
Mappa delle province storiche della Bretagna con la localizzazione del Trégor

Il Trégor o anche Trégorrois (in lingua bretone: Bro-Dreger o semplicemente: Treger) è una delle nove province storiche della Bretagna (Francia nord-occidentale), corrispondente a parte del territorio degli attuali dipartimenti delle Côtes-d'Armor (zona occidentale del dipartimento) e - in misura minore - del Finistère (zona settentrionale del dipartimento; porzione quest'ultima nota come Trégor Finistérien).
Località principali della zona sono: Guingamp, Lannion, Morlaix, Paimpol, Perros-Guirec, Trébeurden, Trégastel e Tréguier.

## Etimologia
Incerta è l'etimologia del toponimo bretone Treger (e quindi di Trégor e Tréguier).
Un'ipotesi la fa derivare dal termine bretone tric'horn, che significa "valle dai tre angoli" e farebbe riferimento alla situazione topografica.

## Geografia

### Collocazione
La provincia del Trégor si trovava tra le province storiche del Léon e del Saint-Brieug (rispettivamente ad est della prima e ad ovest della seconda) e a nord/nord-ovest della Cornovaglia francese.

### Comuni
I comuni appartenenti al territorio del Trégor sono:
- Bégard
- Belle-Isle-en-Terre
- Berhet
- Boqueho
- Botsorhel
- Bourbriac
- Brélidy
- Bringolo
- Camlez
- Caouënnec-Lanvézéac
- Cavan
- Coadout
- Coatascorn
- Coatréven
- Garlan
- Gommenec'h
- Goudelin
- Grâces
- Guerlesquin
- Guimaëc
- Guingamp
- Gurunhuel
- Hengoat
- Kerbors
- Kermaria-Sulard
- Kermoroc'h
- La Chapelle-Neuve
- La Roche-Derrien
- Landebaëron
- Langoat
- Lanmérin
- Lanmeur
- Lanmodez
- Lannéanou
- Lannion (con le località di Buhulien, Servel, Brélévenez, Loguivy-lès-Lannion)
- Lanrodec
- Lanvellec (con la località di Saint Carré)
- Le Cloître-Saint-Thégonnec
- Le Faouët
- Le Merzer
- Le Ponthou
- Le Vieux-Marché

- Lézardrieux
- Loc-Envel
- Locquirec
- Loguivy-Plougras
- Lohuec
- Louannec
- Louargat
- Mantallot
- Minihy-Tréguier
- Morlaix
- Moustéru
- Pabu
- Pédernec
- Penvénan
- Perros-Guirec (con la località di Ploumanac'h)
- Plésidy
- Plestin-les-Grèves (con le località di Saint-Efflam e Saint Sébastien)
- Pleubian
- Pleudaniel
- Pleumeur-Bodou (con l'Île-Grande)
- Pleumeur-Gautier
- Ploëzal
- Plouagat
- Plouaret
- Ploubezre
- Plouëc-du-Trieux
- Plouégat-Guérand
- Plouégat-Moysan
- Plouezoc'h
- Plougasnou
- Plougonven
- Plougonver
- Plougras
- Plougrescant
- Plouguiel
- Plouigneau
- Plouisy
- Ploulec'h (con la località di Le Yaudet)
- Ploumagoar
- Ploumilliau (con le località di Keraudy e Pont Rous)
- Plounérin (con la località di Plounérin-Gare)
- Plounévez-Moëdec

- Plourin-lès-Morlaix
- Plouzélambre
- Plufur
- Pluzunet
- Pommerit-Jaudy
- Pommerit-le-Vicomte
- Pont-Melvez
- Pontrieux
- Pouldouran
- Prat
- Quemper-Guézennec
- Quemperven
- Rospez
- Runan
- Saint-Adrien
- Saint-Agathon
- Saint-Clet
- Saint-Fiacre
- Saint-Gilles-les-Bois
- Saint-Jean-du-Doigt
- Saint-Jean-Kerdaniel
- Saint-Laurent
- Saint-Michel-en-Grève
- Saint-Péver
- Saint-Quay-Perros
- Senven-Léhart
- Squiffiec
- Tonquédec
- Trébeurden
- Trédarzec
- Trédrez-Locquémeau
- Tréduder
- Trégastel
- Tréglamus
- Trégonneau
- Trégrom
- Tréguier
- Trélévern
- Trémel
- Trévérec
- Trévou-Tréguignec
- Trézény
- Troguéry

### Fiumi
Il territorio del Trégor è solcato dai fiumi:
- Dourduff
- Douron
- Yar
- Roscoat
- Kerdu
- Léguer
- Guindy
- Jaudy
- Trieux

### Isole
- Île Milliau
- Île Aganton
- Molène
- Île-Grande
- Sept-Îles
- Île Tomé
- le d'Er
- Sillon du Talbert
- Île Maudez

## Bandiera
La bandiera del Trégor è una delle bandiere maggiormente diffuse tra la popolazione bretone.
Raffigura un drago arancione ed una croce nera su sfondo giallo: la croce nera su sfondo giallo è il simbolo di Sant'Ivo (Yves), un santo nato proprio in questa zona, e più precisamente a Tréguier.

## Luoghi d'interesse
- Costa di Granito Rosa
- Complesso parrocchiale di Plougonven

## Feste ed eventi
Le feste caratteristiche più importanti del Trégor sono:
- Pardon di Sant'Ivo a Tréguier (a maggio)
- Festival de danses bretonnes a Guingamp (a luglio)